# Pachymenes schneideri
Pachymenes schneideri är en stekelart som beskrevs av Giordani Soika. Pachymenes schneideri ingår i släktet Pachymenes och familjen Eumenidae. Inga underarter finns listade i Catalogue of Life.